# Hibbertia recurvifolia
Hibbertia recurvifolia är en tvåhjärtbladig växtart som först beskrevs av Steudel, och fick sitt nu gällande namn av George Bentham. Hibbertia recurvifolia ingår i släktet Hibbertia och familjen Dilleniaceae. Inga underarter finns listade i Catalogue of Life.